# 謝莫維特四世

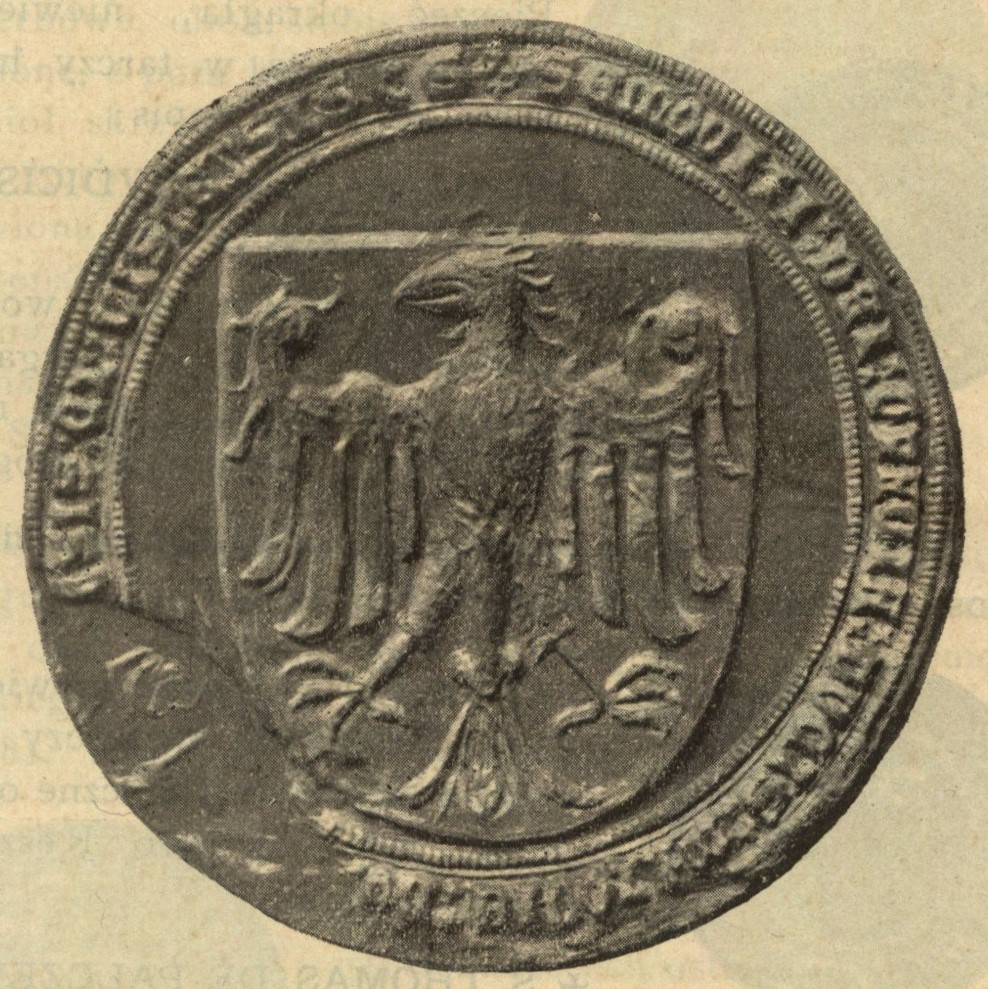

謝莫維特四世（波蘭語：Siemowit IV，約1355年—1426年1月21日），馬佐夫舍公爵，謝莫維特三世之子。

## 家庭
1387年，謝莫維特與立陶宛大公阿爾吉爾達斯的女兒亞歷山德拉結婚，兩人共有5子6女：
1. 謝莫維特
2. 雅德薇加（英语：Hedwig of Masovia）
3. 辛芭卡
4. 歐菲米亞（英语：Euphemia of Masovia）
5. 艾米莉亞（英语：Amelia of Masovia）
6. 亞歷山大
7. 卡齊米日（英语：Casimir II of Belz）
8. 特洛傑登（英语：Trojden II of Płock）
9. 瓦迪斯瓦夫
10. 瑪麗亞（英语：Maria of Masovia）
11. 卡塔齊娜（英语：Catherine of Masovia）